# 長田川 (安城市)

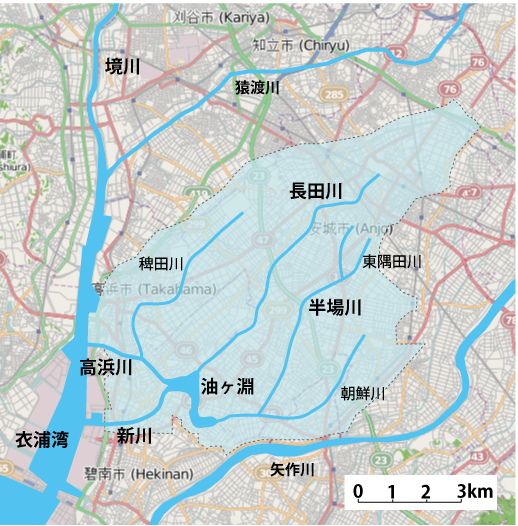
碧海郡地域と高浜川水系の流域図

長田川（おさだがわ）は、愛知県を流れる高浜川水系の二級河川。

## 地理
安城市桜町に流れを発し、道田川や郷西川、問屋川といった支流を集めながら南西に向かって流れ、碧南市を経て油ヶ淵に達する。

### 経由地
- 安城市 - 横山町、箕輪町、福釜町、和泉町、榎前町
- 碧南市 - 白沢町、半崎町

## 主な支川
- 道田川
- 郷西川
- 問屋川

## 交差する交通網
- 東海道本線
- 東海道新幹線
- 愛知県道48号岡崎刈谷線
- 愛知県道295号道場山安城線
- 愛知県道12号豊田一色線
- 国道23号線（知立バイパス）
- 愛知県道299号南中根小垣江線
- 愛知県道46号西尾知多線